# IC 2520
IC 2520 هو اصطدام مجري، يقع في كوكبة الأسد، يقدر بعده عن مجرة درب التبانة بنحو 53 مليون سنة ضوئية, وقد تم اكتشافه في 26 مارس 1900.

## روابط خارجية
- IC 2520 على موقع ويكي سكاي: DSS2, SDSS, GALEX, IRAS, Hydrogen α, X-Ray, Astrophoto, Sky Map, Articles and images